# Гергард Мокрос
Гергард Мокрос (нім. Gerhard Mokros; 18 березня 1909, Дрезден — 3 квітня 1996, Зонтгофен) — німецький офіцер, оберст резерву вермахту. Кавалер Лицарського хреста Залізного хреста з дубовим листям.

## Біографія
1 листопада 1925 року вступив в 10-й піхотний полк. З 3 листопада 1939 року — командир взводу 488-го запасного піхотного батальйону, з 30 листопада 1939 року — взводу 7-ї роти 331-го піхотного полку 167-ї піхотної дивізії. Учасник Французької кампанії та Німецько-радянської війни. Відзначився у боях під Почепом. В лютому 1942 року важко поранений у бою в районі Оки. Після одужання восени 1942 року повернувся в свій полк, з 21 жовтня 1942 року — командир 2-го батальйону. В кінці вересні 1943 року знову важко поранений. З травня 1944 року — командир 423-го гренадерського полку 212-ї піхотної дивізії, яка билась на Західному фронті. В травні 1945 року здався американським військам. В грудні 1945 року звільнений.

## Звання
- Лейтенант резерву (1 березня 1939)
- Оберлейтенант резерву (1 квітня 1942)
- Гауптман резерву (1 червня 1942)
- Майор резерву (1 серпня 1943)
- Оберстлейтенант резерву (1 вересня 1944)
- Оберст резерву (1 травня 1945)

## Нагороди
- Медаль «За вислугу років у Вермахті» 4-го і 3-го класу (12 років)
- Залізний хрест
  - 2-го класу (25 червня 1940)
  - 1-го класу (26 липня 1941)
- Нагрудний знак «За поранення»
  - в чорному (1 вересня 1941)
  - в сріблі (6 березня 1942)
- Почесна застібка на орденську стрічку для Сухопутних військ (29 вересня 1941)
- Сертифікат Пошани Головнокомандувача Сухопутних військ Вермахту (4 жовтня 1941)
- Штурмовий піхотний знак в сріблі (12 листопада 1941)
- Лицарський хрест Залізного хреста з дубовим листям
  - лицарський хрест (18 листопада 1941)
  - дубове листя (№860; 5 травня 1945)
- Медаль «За зимову кампанію на Сході 1941/42» (10 серпня 1942)
- Німецький хрест в золоті (1 грудня 1943)